# Andrzej Czyżniewski
Andrzej Czyżniewski (Toruń, 1953. szeptember 28. – 2013. július 9.) lengyel labdarúgó, kapus, sportvezető.

## Pályafutása

### Klubcsapatban
1976 és 1982 között 57 bajnoki mérkőzésen az Arka Gdynia csapatában szerepelt. 1979-ben tagja volt a lengyel kupagyőztes csapatnak. 1982 és 1986 között a Bałtyk Gdynia együttesében 95 bajnoki mérkőzésen védett.

### Sportvezetőként
Tagja volt a lengyel válogatott edzői stábjának, mint kapusedző a 2000-es labdarúgó-Európa-bajnoki-selejtező mérkőzések során. 1999 és 2001 között az Arka Gdynia alelnöke volt. 2002 és 2006 között az Amica Wronki kapusedzőjeként tevékenykedett. Ezt követően 2009-ig a Lech Poznań csapatánál a tehetségkutatásért felelős vezető volt. 2009 és 2012 között ismét az Arka együttesénél volt szakmai igazgató.

## Sikerei, díjai
Arka Gdynia
- Lengyel kupa
  - győztes: 1979

## Halála
2008 augusztusában öngyilkosságot kísérelt meg a Wronki melletti erdőben. Egy arra haladó horgász értesítette a mentőket és mentette meg az életét. Ezt követően még több öngyilkossági kísérlete volt, ezért pszichiátriai kezelés alatt is állt családon belüli alkoholizmus és depresszió miatt. 2013. július 9-én szívrohamban hunyt el.